# Оскар Бертрам
Оскар Бертрам (нім. Oskar Bertram; 4 листопада 1890, Гера — 12 серпня 1965, Вісбаден) — німецький воєначальник, генерал-лейтенант люфтваффе.

## Біографія
8 березня 1911 року вступив у 59-й польовий артилерійський полк. Учасник Першої світової війни, ад'ютант дивізіону, полку. В січні 1918 року направлений у німецьку військову місії в Туреччині, інструктор артилерійського училища в Константинополі. Після демобілізації армії залишений в рейхсвері, служив в артилерії. В 1923/28 роках — командир батареї 6-го артилерійського полку, потім служив у різних штабах. З 1 жовтня 1933 року — командир 4-го транспортного (зенітного) дивізіону. 1 квітня 1935 року дивізіон Бертрама був перетворений на 1-й дивізіон 10-го зенітного полку люфтваффе. З 1 жовтня 1936 року — командир 4-го зенітного полку.
З 1 червня 1939 року — командувач фортечною зенітною артилерією 3-го авіаційного округу. З 10 квітня по 3 грудня 1940 року — начальник 2-го командування ППО, одночасно начальник 10-ї авіаційної області особливого призначення. З 1 вересня 1941 року — командир 2-ї зенітної дивізії. З 12 січня 1942 року — суддя Імперського військового суду. В червні 1943 року призначений офіцером для особливих доручень при головнокомандувачі люфтваффе, а потім став командиром транспортних і моторизованих частин люфтваффе. 31 грудня 1944 року звільнений у відставку. В 1945 році — начальник полігону заводу «Гуго Шнайдер». 22 квітня 1945 року взятий в полон радянськими військами у Шлебені. Утримувався у різних таборах. 6 червня 1950 року засуджений військовий трибуналом військ МВС Московського округу до 25 років таборів. 7 жовтня 1955 року переданий владі ФРН і звільнений.

## Звання
- Фанен-юнкер (8 березня 1911)
- Фенріх (18 листопада 1911)
- Лейтенант (18 серпня 1912)
- Оберлейтенант (27 січня 1916)
- Гауптман (1 липня 1922)
- Майор (1 жовтня 1933)
- Оберстлейтенант (1 вересня 1935)
- Оберст (1 жовтня 1937)
- Генерал-майор (1 червня 1939)
- Генерал-лейтенант (1 червня 1941)

## Нагороди
- Залізний хрест 2-го і 1-го класу
- Почесний хрест (Ройсс) 3-го класу з мечами
- Галліполійська зірка (Османська імперія)
- Нагрудний знак «За поранення» в чорному
- Почесний хрест ветерана війни з мечами
- Медаль «За вислугу років у Вермахті» 4-го, 3-го, 2-го і 1-го класу (25 років)